# Phycosoma menustya
Phycosoma menustya là một loài nhện trong họ Theridiidae.
Loài này thuộc chi Phycosoma. Phycosoma menustya được Michael J. Roberts miêu tả năm 1983.